# Hermenegildo Giner de los Ríos
Hermenegildo Giner de los Ríos, più conosciuto come Hermenegildo Giner (Cadice, 1847 – Granada, 1923), è stato un pedagogo, scrittore e politico spagnolo.

## Biografia
Appartenente a una famiglia della borghesia progressista andalusa, laureato in giurisprudenza, insegnò a livello universitario in diverse città della Spagna e per venti anni nelle scuole secondarie di Barcellona. Aderì entusiasticamente alla rivoluzione del 1868.
È stato insieme al fratello Francisco e a un gruppo di professori progressisti, come lui espulsi nel 1875 dalle Università spagnole perché dissidenti, fra i fondatori dell'Institución Libre de Enseñanza di Madrid in cui insegnò retorica e di cui fu segretario negli anni 1876 e 1881.
Entrambi erano zii di Fernando de los Ríos, anch'egli professore universitario e deputato socialista al Parlamento. Hermenegildo Giner militò nel partito radicale al tempo della Prima Repubblica spagnola e fu sempre uno strenuo sostenitore delle idee repubblicane, venendo eletto deputato al Parlamento nelle legislature del 1908, 1910 e 1911. Fu un eccellente oratore e scrittore che ha lasciato una vasta produzione bibliografica di saggi di psicologia, etica, logica, filosofia, di cui ricordiamo i saggi di filosofia: Elementos de Ética (1872), Filosofía y Arte (1878).
In filosofia fu seguace di Karl Krause di cui nel 1874 pubblicò le Lecciones sumarias de Psicología. Hermegildo Giner de los Rios è stato anche un emerito divulgatore; in questo ambito ricordiamo testi come Teoría del Arte e Historia de las Bellas Artes en la antigüedad, Principios de Literatura e Manual de Estética che contribuirono a dare un fondamento scientifico a questa materia.
La sua produzione contempla anche importanti traduzioni come: Estética y Lecciones sobre la estética di Hegel, La enseñanza obligatoria di Wilhelm Tiberghien, Moral elemental para uso de las escuelas. Tradusse anche Herbert Spencer.
La sua opera rinnovò radicalmente il metodo di insegnamento della letteratura spagnola fornendo agli alunni non solo gli strumenti della sua conoscenza ma un forte stimolo al suo approfondimento in ogni direzione.

## Famiglia
Sposò Laura García Hoppe da cui ebbe due figli: Glória (1883-1970) e Bernardo (1888-1970) che sarà architetto, militante repubblicano e Primo Ministro delle Comunicazioni e Marina Mercantile negli anni cruciali della Seconda Repubblica spagnola (1936-1939).